# Радек Щепанек
Радек Щепанек (на чешки: Radek Štěpánek) е чешки тенисист.

## Биография
Радек Щепанек е роден на 27 ноември 1978 г. в Карвина, тогава в рамките на Чехословакия.

## Кариера
Щепанек е професионален тенисист от 1996 г. В началото на кариерата си се изявява основно като специалист в играта на двойки, печелейки общо 12 титли от ATP Тур. След 2003 г. той се съсредоточава в играта си поединично, но продължава да взима участие на двойки в турнирите от най-високо ниво.
Най-успешната му година е 2006 г., през която печели първата си титла на сингъл от ATP Тур, побеждавайки Кристоф Рошу на турнира в Ротердам. Същата година Щепанек достига и до четвъртфинал на Уимбълдън, където е отстранен от Йонас Бьоркман. Тези успехи му позволяват да се изкачи до номер 8 в Световната ранглиста през юли 2006 г. – най-високата позиция, заемана от него.

## Кариерна статистика

#### Финали натурнири от сериите Мастърс(2)
| година | турнир         | съперник във финала | резултат           |
| ------ | -------------- | ------------------- | ------------------ |
| 2004   | Париж Мастърс  | Марат Сафин         | 3–6, 6–7(5–7), 3–6 |
| 2006   | Германия Оупън | Томи Робредо        | 1–6, 3–6, 3–6      |

### ATP финали (5 титли; 12 финала)
|        | П–З | Година | Турнир                    | Клас         | Настилка   | Опонент           | Резултат                |
| ------ | --- | ------ | ------------------------- | ------------ | ---------- | ----------------- | ----------------------- |
| Загуба | 0–1 | 2004   | Париж Мастърс             | Мастърс      | Килим (з)  | Марат Сафин       | 3–6, 6–7(5–7), 3–6      |
| Загуба | 0–2 | 2005   | Милан Индор               | Международни | Килим (з)  | Робин Сьодерлинг  | 3–6, 7–6(7–2), 6–7(5–7) |
| Загуба | 0–3 | 2005   | Виетнам Оупън             | Международни | Твърда (з) | Йонас Бьоркман    | 3–6, 6–7(4–7)           |
| Победа | 1–3 | 2006   | Ротердам Оупън            | Межд. Голд   | Твърда (з) | Кристоф Рохус     | 6–0, 6–3                |
| Загуба | 1–4 | 2006   | Германия Оупън            | Мастърс      | Клей       | Томи Робредо      | 1–6, 3–6, 3–6           |
| Победа | 2–4 | 2007   | Лос Анджелис Оупън        | Международни | Твърда     | Джеймс Блейк      | 7–6(9–7), 5–7, 6–2      |
| Загуба | 2–5 | 2008   | Пасифик Коуст Чемпиъншипс | Международни | Твърда (з) | Анди Родик        | 4–6, 5–7                |
| Победа | 3–5 | 2009   | Бризбън Интернешънъл      | 250 серии    | Твърда     | Фернандо Вердаско | 3–6, 6–3, 6–4           |
| Победа | 4–5 | 2009   | Пасифик Коуст Чемпиъншипс | 250 серии    | Твърда (з) | Марди Фиш         | 3–6, 6–4, 6–2           |
| Загуба | 4–6 | 2009   | Ю Ес Индор                | 500 серии    | Твърда (з) | Анди Родик        | 5–7, 5–7                |
| Загуба | 4–7 | 2010   | Бризбън Интернешънъл      | 250 серии    | Твърда     | Анди Родик        | 6–7(2–7), 6–7(7–9)      |
| Победа | 5–7 | 2011   | Вашингтон Оупън           | 500 серии    | Твърда     | Гаел Монфис       | 6–4, 6–4                |